# Ein feiner Herr
Ein feiner Herr ist eine US-amerikanische Krimikomödie aus dem Jahr 1934 von Michael Curtiz mit James Cagney und Bette Davis in den Hauptrollen. Der Pre-Code-Film wurde von Warner Bros. produziert und basiert auf einer Origialstory von Laird Doyle und Ray Nazarro.

## Handlung
Jimmy Corrigan ist darauf spezialisiert, Erben für Menschen zu finden, die ohne Testament verstorben sind. Wenn er den rechtmäßigen Erben nicht finden kann, hat er keine Skrupel, jemanden zu finden, der auf die Beschreibung der vermissten Person passt, und kassiert dafür eine Provision. Sein Rivale Charles Wallingham gibt sich nach außen hin eleganter, aber im Inneren ist er genauso ein Hochstapler. Diese unterschwellige Unehrlichkeit ist für Wallinghams Assistentin Joan Martin, die das Handwerk von Jimmy gelernt hat, nicht erkennbar. Sie ist in Jimmy verliebt, weigert sich aber, mit ihm etwas zu tun zu haben, solange er seine unethischen Praktiken fortsetzt.
Wallingham hat ein Monopol auf Todesfälle, die im Notfallkrankenhaus geschehen. Als eine scheinbar mittellose Frau stirbt, finden Krankenhausmitarbeiter in ihren Mantel eingenähte Anleihen und Juwelen. Ein Spion in Wallinghams Büro teilt Jimmy die Neuigkeiten telefonisch mit, bevor der Spion von Joan gefasst und gefeuert wird. Nachdem Joan Jimmy über seinen Mangel an Ethik belehrt hat, eilt Jimmy in Wallinghams Büro, wo er gerade zur Teezeit eintrifft. Beeindruckt von der kultivierten Atmosphäre im Büro bietet er Wallingham an, die Informationen, die er über die tote Frau hat, gegen Ratschläge zu tauschen, wie man ein Gentleman wird. Joan findet die Nichte der toten Frau, Sarah Posy Barton, während Jimmy versucht, Posys Vater, Monty Barton, zu finden. Auf einen Tipp eines Drogenabhängigen hin finden sie Barton, der sich unter dem Decknamen Worthingham vor einer Mordanklage versteckt. Mit einer List erzählt Jimmy Barton von der Erbschaft. Barton behauptet, er habe aus Selbstverteidigung getötet, aber Gladys Farrell, die einzige Zeugin, habe ihn des Mordes beschuldigt.
Jimmy entwickelt einen Plan, der es Barton ermöglichen soll, sein Geld einzutreiben. Er vermählt Barton mit Mabel, der Freundin seines Assistenten Louie, wobei Mabel einen falschen Namen verwendet. Dann bietet er Gladys die Hälfte des Geldes an, wenn sie Barton heiratet, damit sie nicht legal gegen ihn aussagen kann. Ohne Gladys Aussage wird Bartons Fall abgewiesen und er erbt das Geld. Als Gladys versucht, ihren Anteil einzutreiben, weist Mabel darauf hin, dass sie zuerst mit Barton verheiratet war und Gladys Ehe daher nicht legal ist. Joan ist enttäuscht, als sie von Jimmys Trick erfährt, da Jimmy ihr gesagt hatte, er würde ehrlich sein. Sie beschließt, Wallingham zu heiraten, der an ihr interessiert ist, aber nicht an einer Ehe. Jimmy protestiert, überschreibt seine Hälfte des Geldes Posy und gibt es Wallingham, damit er es ihr gibt. Jimmy und Louie werden Zeuge, wie Wallingham den Scheck einlöst und mit dem Geld eine Schiffspassage nach England kauft. Jimmy schickt Joan ein gefälschtes Telegramm von Wallingham, in dem er sie einlädt, mit ihm an Bord des Schiffes zu gehen. Kurz bevor das Schiff ablegt, kann Jimmy Joan beweisen, dass Wallingham ein Betrüger ist. Er schickt den Scheck an Posy und übernimmt Wallinghams Kabine, wo Joan zu ihm stoßen wird, nachdem sie vom Kapitän getraut wurden.

## Hintergrund
Gedreht wurde der Film ab Ende November 1933 in den Warner-Studios in Burbank.
Orry-Kelly war für das Kostümbild zuständig. Leo F. Forbstein dirigierte das Vitaphone-Orchester.

## Synchronisation
Die deutsche Synchronfassung entstand 1977 im Auftrag der Beta-Technik Gesellschaft für Filmbearbeitung mbH in München.
| Rolle          | Schauspieler  | Deutscher Synchronsprecher |
| -------------- | ------------- | -------------------------- |
| Jimmy Corrigan | James Cagney  | Wolfgang Draeger           |
| Louie          | Allen Jenkins | Erich Ebert                |

## Veröffentlichung
Die Premiere des Films fand am 17. März 1934 statt. In der Bundesrepublik Deutschland wurde er am 12. Oktober 1977 im deutschen Fernsehen ausgestrahlt.

## Kritiken
Der Filmkritiken-Aggregator Rotten Tomatoes hat in einer Auswertung ein Publikumsergebnis von 66 Prozent positiver Bewertungen ermittelt.
Die zeitgenössische Kritik fiel überwiegend positiv aus. Mordaunt Hall von der The New York Times beschrieb den Film als flott und salopp. James Cagney gehe den spitzen Jargon seiner Dialogzeilen mit Geschwindigkeit und Kraft an. Die Variety befand den Film als guten Spaß mit einem sehr lustigen James Cagney.
Das Lexikon des internationalen Films schrieb: „Ereignisreiche Komödie, die trotz brillanter Darsteller und routinierter Inszenierung nicht recht überzeugt: zu sehr wird die Bildgestaltung zugunsten der furiosen Dialoge vernachlässigt, und zu berechnend wird mit den Versatzstücken aus Gaunerwelt und dem Milieu der "höheren" Gesellschaft jongliert.“
Die Filmzeitschrift Cinema befand: „Die pointierte Komödie lebt von der göttlichen Bette Davis.“